# Craig T. Nelson
Craig Theodore Nelson (n. 4 aprilie 1944, Spokane, Washington, SUA) este un actor american. Aceste este cunoscut pentru următoarele roluri: Hayden Fox în sitcomul Coach⁠(d) (a câștigat un Primetime Emmy la categoria „cel mai bun actor într-un serial de comedie” pentru interpretarea sa), adjunctul Ward Wilson în filmul Nebuni de legat⁠(d) (1980), Steven Freeling în Poltergeist (1982), Burt Nickerson în Șansa unei vieți⁠(d) (1983), Peter Dellaplane în Acțiune Jackson⁠(d), Howard Hyde în Turner și Hooch⁠(d) (1989), Alex Cullen în Pact cu Diavolul (1997), Jack Mannion în Districtul⁠(d) (2000–2004), directorul închisorii în My Name is Earl⁠(d) și vocea personajului Bob Parr/Dl. Incredibil⁠(d) atât în filmul animat Incredibilii, cât și în continuarea sa din 2018. De asemenea, a jucat rolul lui Zeek Braverman în serialul de televiziune Parenthood⁠(d) și îl interpretează pe   Dale Ballard în Tânărul Sheldon.

## Biografie
Craig Theodore Nelson s-a născut în Spokane, Washington la 4 aprilie 1944, fiul lui Vera Margaret (născută Spindler; 1906–1971), dansatoare, și al lui Armand Gilbert Nelson (1900–1964), om de afaceri. Nelson a studiat la Liceul Lewis și Clark⁠(d), unde a jucat fotbal, baseball și baschet.
A studiat la Universitatea Central Washington⁠(d), însă a renunțat la studii și a mers la Yakima Valley College⁠(d). Acolo, profesorul său de teatru i-a recomandat să studieze actoria. A obținut o bursă și și-a continuat studiile teatrale la Universitatea din Arizona.
În 1969, Nelson a abandonat studiile și s-a mutat la Hollywood pentru a urma o carieră de actor. A fost agent de securitate⁠(d) la o fabrică de săpun până și-a găsit de lucru ca scriitor de comedie.

## Cariera
Nelson și-a început cariera în showbiz ca comedian stand-up. A fost unul dintre primii membri ai grupului de improvizație⁠(d) The Groundlings⁠(d). Nelson, Barry Levinson și Rudy De Luca⁠(d) și-au format propriul grup de comedie și au susținut spectacole în mod regulat atât la clubul The Comedy Store⁠(d), cât și în cadrul emisiunii The Tim Conway Comedy Hour⁠(d) (1970). Acesta a părăsit lumea comediei în 1973, menționând că „viața mea de comic stand-up a fost plină de neîmpliniri”, și s-a stabilit în Montgomery Creek, California⁠(d). A avut diverse locuri de muncă în această perioadă, inclusiv ca îngrijitor, instalator, dulgher, topograf și profesor de liceu în Burney, CA. A revenit la actorie cinci ani mai târziu.
A jucat alături de Al Pacino în lungmetrajul Dreptate pentru toți din 1979. În 1983, Nelson a apărut în Silkwood⁠(d), film regizat de Mike Nichols. A fost antrenorul de fotbal al lui Tom Cruise în Șansa unei vieți și a făcut parte din distribuția ultimului film al regizorului Sam Peckinpah.
A apărut în nenumărate filme, cel mai cunoscut rol fiind cel din seria de filme Poltergeist⁠(d), și în cinci seriale de televiziune (Coach, Call to Glory⁠(d), Districtul, My Name is Earl și Parenthood). Coach a fost difuzat în perioada 1989-1977, Nelson fiind antrenorul de fotbal al Colegiului Hayden Fox.
Acesta a fost vocea lui Bob Parr (alias Dl. Incredibil⁠(d)) în filmele cu supereroi Incredibilii și Incredibilii 2. A reluat rolul în jocurile video Rush: A Disney–Pixar Adventure⁠(d) și Disney Infinity⁠(d), însă a fost înlocuit de actorul Richard McGonagle⁠(d) în jocurile The Incredibles⁠(d) și The Incredibles: Rise of the Underminer⁠(d).
Nelson a apărut în trei episoade ale serialului CSI: New York - Criminaliștii⁠(d), fiind antagonistul personajului interpretat de Gary Sinise.
Printre cele mai recente filme ale sale sunt The Proposal⁠(d) (2009), The Company Men⁠(d) (2010) și Book Club⁠(d) (2018). Din 2010 până în 2015, a jucat în emisiunea de televiziune Parenthood în rolul lui Ezekiel „Zeek” Braverman. Compania sa de producție este Family Tree Productions.
În 2017, Nelson s-a alăturat distribuției serialului Tânărul Sheldon în rolul lui Dale Ballard, proprietarul unui magazin local de articole sportive, antrenorul de baseball al lui Missy și iubitul lui Meemaw.

## Viața personală
Nelson are trei copii din căsătoria sa cu Robin McCarthy. Cea de-a doua soție, Doria Cook-Nelson, este scriitoare independentă, președinta unei asociații de arte marțiale, instructor de karate, profesor de tai chi și fostă actriță de film și televiziune.
Nelson este un fan al sporturile cu motor și al curselor cu mașini⁠(d). A participat pentru prima dată la Toyota Celebrity Grand Prix of Long Beach⁠(d) în 1991 și a terminat pe locul nouă. În 1992, a fondat Screaming Eagles Racing împreună cu John Christie și a participat la mai multe curse în perioada 1994-1997.

## Filmografie

### Film
| An   | Titlu                          | Rol                       | Nots              |
| ---- | ------------------------------ | ------------------------- | ----------------- |
| 1971 | The Return of Count Yorga      | Sgt. O'Connor             |                   |
| 1973 | Scream Blacula Scream          | Sarge                     |                   |
| 1974 | Flesh Gordon                   | The Great God Porno       | Voce, nemenționat |
| 1979 | ...And Justice for All         | Frank Bowers              |                   |
| 1980 | Stir Crazy                     | Deputy Warden Ward Wilson |                   |
| 1980 | The Formula                    | Geologist #2              |                   |
| 1980 | Where the Buffalo Roam         | Cop on Stand              |                   |
| 1980 | Private Benjamin               | Capt. William Woodbridge  |                   |
| 1982 | Poltergeist                    | Steve Freeling            |                   |
| 1983 | Man, Woman and Child           | Bernie Ackerman           |                   |
| 1983 | Silkwood                       | Winston                   |                   |
| 1983 | All the Right Moves            | Coach Burt Nickerson      |                   |
| 1983 | The Osterman Weekend           | Bernard Osterman          |                   |
| 1984 | The Killing Fields             | Major Reeves              |                   |
| 1986 | Poltergeist II: The Other Side | Steve Freeling            |                   |
| 1987 | Rachel River                   | Marlyn Huutula            |                   |
| 1988 | Action Jackson                 | Peter Dellaplane          |                   |
| 1988 | Me and Him                     | Peter Aramis              |                   |
| 1989 | Born on the Fourth of July     | Marine Officer            |                   |
| 1989 | Red Riding Hood                | Sir Godfrey / Percival    |                   |
| 1989 | Turner & Hooch                 | Chief Howard Hyde         |                   |
| 1989 | Troop Beverly Hills            | Fred Nefler               |                   |
| 1996 | Ghosts of Mississippi          | Ed Peters                 |                   |
| 1996 | I'm Not Rappaport              | The Cowboy                |                   |
| 1997 | The Devil's Advocate           | Alexander Cullen          |                   |
| 1997 | Wag the Dog                    | Senator John Neal         | Nemenționat       |
| 2000 | The Skulls                     | Litten Mandrake           |                   |
| 2001 | All Over Again                 | Cole Twain                |                   |
| 2004 | The Incredibles                | Bob Parr / Mr. Incredible | Voce              |
| 2005 | The Family Stone               | Kelly Stone               |                   |
| 2007 | Blades of Glory                | Coach Darren Goddard      |                   |
| 2009 | The Proposal                   | Joe Paxton                |                   |
| 2010 | The Company Men                | James Salinger            |                   |
| 2011 | Soul Surfer                    | Dr. David Rovinsky        |                   |
| 2015 | Get Hard                       | Martin Barrow             |                   |
| 2016 | Gold                           | Kenny Wells               |                   |
| 2018 | Book Club                      | Bruce Jutsum              |                   |
| 2018 | Incredibles 2                  | Bob Parr / Mr. Incredible | Voce              |
| 2023 | Book Club 2: The Next Chapter  | Bruce Jutsum              |                   |

### Televiziune
| An           | Titlu                                          | Rol                         | Note                                                    |
| ------------ | ---------------------------------------------- | --------------------------- | ------------------------------------------------------- |
| 1973         | The Mary Tyler Moore Show                      | Charlie the mechanic        | Episodul: "Mary Richards and the Incredible Plant Lady" |
| 1978         | Charlie's Angels                               | Stone                       | Episodul: "Angels on the Run"                           |
| 1978         | Wonder Woman                                   | Sam                         | Episodul: "The Deadly Sting"                            |
| 1979         | How the West Was Won                           | Tugger                      | Episodul: "The Rustler"                                 |
| 1979         | Diary of a Teenage Hitchhiker                  | Driver                      | Film de televiziune                                     |
| 1980         | The Promise of Love                            | Major Landau                | Film de televiziune                                     |
| 1980         | The White Shadow                               | Father Phil                 | Episodul: "A Christmas Story"                           |
| 1981         | Inmates: A Love Story                          | Daniels                     | Film de televiziune                                     |
| 1981         | WKRP in Cincinnati                             | Charlie Bathgate            | Episodul: "Out to Lunch"                                |
| 1981         | Murder in Texas                                | Jack Ramsey                 | Film de televiziune                                     |
| 1981–1982    | Private Benjamin                               | Capt. Braddock / Col. Hogan | Rol episodic; 3 episoade                                |
| 1982         | Paper Dolls                                    | Michael Caswell             | Film de televiziune                                     |
| 1982         | Chicago Story                                  | Kenneth A. Dutton           | 13 episoade                                             |
| 1984–1985    | Call to Glory                                  | Col. Raynor Sarnac          | 23 de episoade                                          |
| 1986         | Alex: The Life of a Child                      | Frank Deford                | Film de televiziune                                     |
| 1986         | The Ted Kennedy Jr. Story                      | Senator Edward Kennedy      | Film de televiziune                                     |
| 1989         | Murderers Among Us: The Simon Wiesenthal Story | Major Bill Harcourt         | Film de televiziune                                     |
| 1989–1997    | Coach                                          | Coach Hayden Fox            | Rol principal; 198 de episoade                          |
| 1990         | Drug Wars: The Camarena Story                  | Harley Steinmetz            | Miniserie de televiziune                                |
| 1990         | Extreme Close-Up                               | Philip                      | Film de televiziune                                     |
| 1991         | The Josephine Baker Story                      | Walter Winchell             | Film de televiziune                                     |
| 1993         | The Switch                                     | Russ Fine                   | Film de televiziune                                     |
| 1993         | The Fire Next Time                             | Drew Morgan                 | Miniserie de televiziune                                |
| 1994         | Ride with the Wind                             | Frank Shelby                | Film de televiziune                                     |
| 1994         | Probable Cause                                 | Lieutenant Louis Whitmire   | Film de televiziune                                     |
| 1994         | The Lies Boys Tell                             | Larry                       | Film de televiziune                                     |
| 1996         | If These Walls Could Talk                      | Jim Harris                  | Film de televiziune (segmentul „1996”)                  |
| 1998         | Creature                                       | Dr. Simon Chase             | Miniserie de televiziune                                |
| 1999         | To Serve and Protect                           | Tom Carr                    | Miniserie de televiziune                                |
| 2000         | The Huntress                                   | Ralph Thorson               | Episodul: "Pilot"                                       |
| 2000         | Dirty Pictures                                 | Simon Leis                  | Film de televiziune                                     |
| 2000–2004    | The District                                   | Chief Jack Mannion          | Rol principal; 89 de episoade                           |
| 2001         | Yes, Dear                                      | TV Actor                    | Episodul: "Jimmy's Jimmy", nemenționat                  |
| 2002         | The Agency                                     | Chief Jack Mannion          | Episodul: "Doublecrossover"                             |
| 2007         | My Name Is Earl                                | Warden Jerry Hazelwood      | 4 episoade                                              |
| 2008–2009    | CSI: NY                                        | Robert Dunbrook             | 3 episoade                                              |
| 2009         | Monk                                           | Judge Ethan Rickover        | 2 episoade                                              |
| 2010–2015    | Parenthood                                     | Ezekiel "Zeke" Braverman    | Rol principal; 91 de episoade                           |
| 2013         | Hawaii Five-0                                  | Tyler Cain                  | Episodul: "He welo 'oihana"                             |
| 2015         | Grace and Frankie                              | Guy                         | 5 episoade                                              |
| 2017         | Raised by Wolves                               | Paul "Grampy" Kosinski      | Film de televiziune                                     |
| 2017–present | Young Sheldon                                  | Dale Ballard                | Rol episodic                                            |

### Teatru
| An        | Titlu           | Rol                    | Note |
| --------- | --------------- | ---------------------- | ---- |
| 1983–1984 | Friends         | Harold (Okie) Peterson |      |
| 1998      | Ah, Wilderness! | Nat Miller             |      |